# 伊麗莎白·賈給·德·拉格
伊麗莎白·賈給·德·拉格（法語：Élisabeth Jacquet de La Guerre；1665年3月17日—1729年6月27日），未婚時姓名為伊麗莎白·賈給，法國音樂家，大鍵琴演奏家和作曲家 。

## 生平
伊麗莎白·賈給出生在法國巴黎的音樂世家，祖父及父親都是大鍵琴製造商，5歲時就在路易十四前演奏大鍵琴，並在少女時期進入法國宮廷，由蒙特斯龐侯爵夫人監督她的教育，她擔任宮廷樂師，直到宮廷遷至凡爾賽宮為止。1684年她與風琴師米歇爾·德·拉格（Michel de La Guerre）結婚，在巴黎舉辦音樂會及教授音樂，成為深受好評的音樂家。伊麗莎白·賈給的作品有清唱劇、歌劇，也有由樂器演奏的組曲和奏鳴曲，1695年，她創作了一組三重奏奏鳴曲，其中包括Marc-Antoine Charpentier、FrançoisCouperin、Jean-FéryRebel和Sébastiende Brossard的奏鳴曲，是法國最早的奏鳴曲。